# Biblioteca (Fócio)

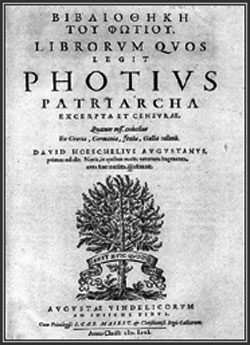
Capa da Biblioteca

A Biblioteca (em latim: Bibliotheca) ou Mirióbiblo (em latim: Myriobiblon) foi uma obra do século IX do patriarca bizantino Fócio, dedicado a seu irmão e composto de 279 resenhas de livros que tinha lido. Não era para ser usado como uma obra de referência, mas foi amplamente utilizado como tal no século IX, e é geralmente visto como o primeiro trabalho bizantino, que poderia ser chamado de uma enciclopédia. Os trabalhos que ele incorporou são majoritariamente de autores cristãos e pagãos do século V e do seu próprio tempo, século IX. Quase metade dos livros mencionados não sobreviveram.
Tem havido discussões sobre se a Biblioteca foi de fato compilada em Bagdá no momento da embaixada de Fócio na corte Abássida em Samarra, em junho de 845, uma vez que muitas das obras citadas - a maioria de autores seculares - parece ter sido praticamente inexistente em ambas contemporânea e posterior Bizâncio. Os abássidas mostraram grande interesse em traduzir obras clássicas gregas para o árabe e Fócio poderia ter estudado depois os seus anos no exílio em Bagdá.
Reynoldsd e Wilson chamam isso de "uma produção fascinante, em que Fócio mostra-se o inventor da crítica literária". e diz as "280 seções .... variam em tamanho de uma única frase para várias páginas".